# Farna Góra

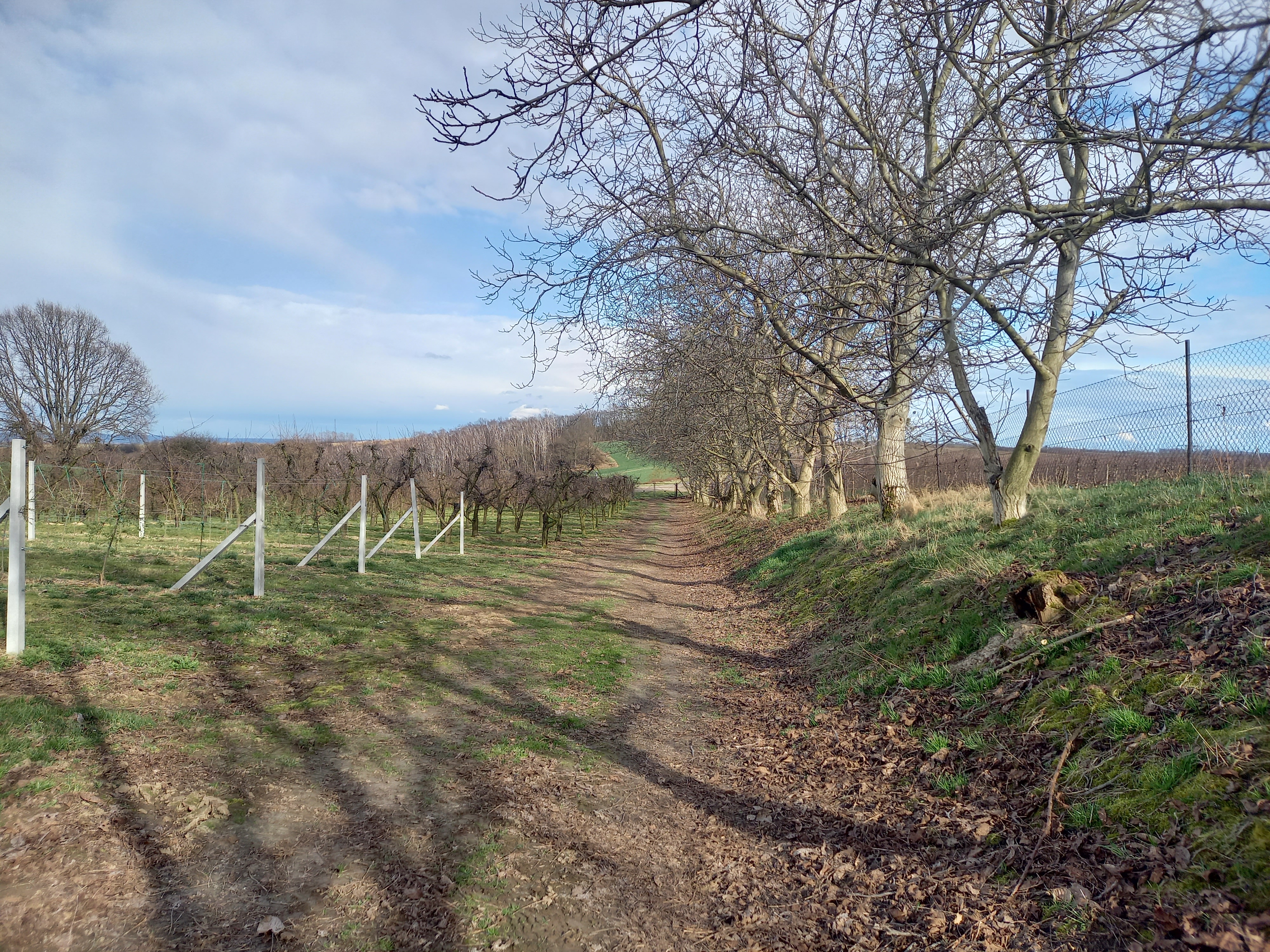
widok z Sadowego Wzgórza w kierunku Farnej Góry

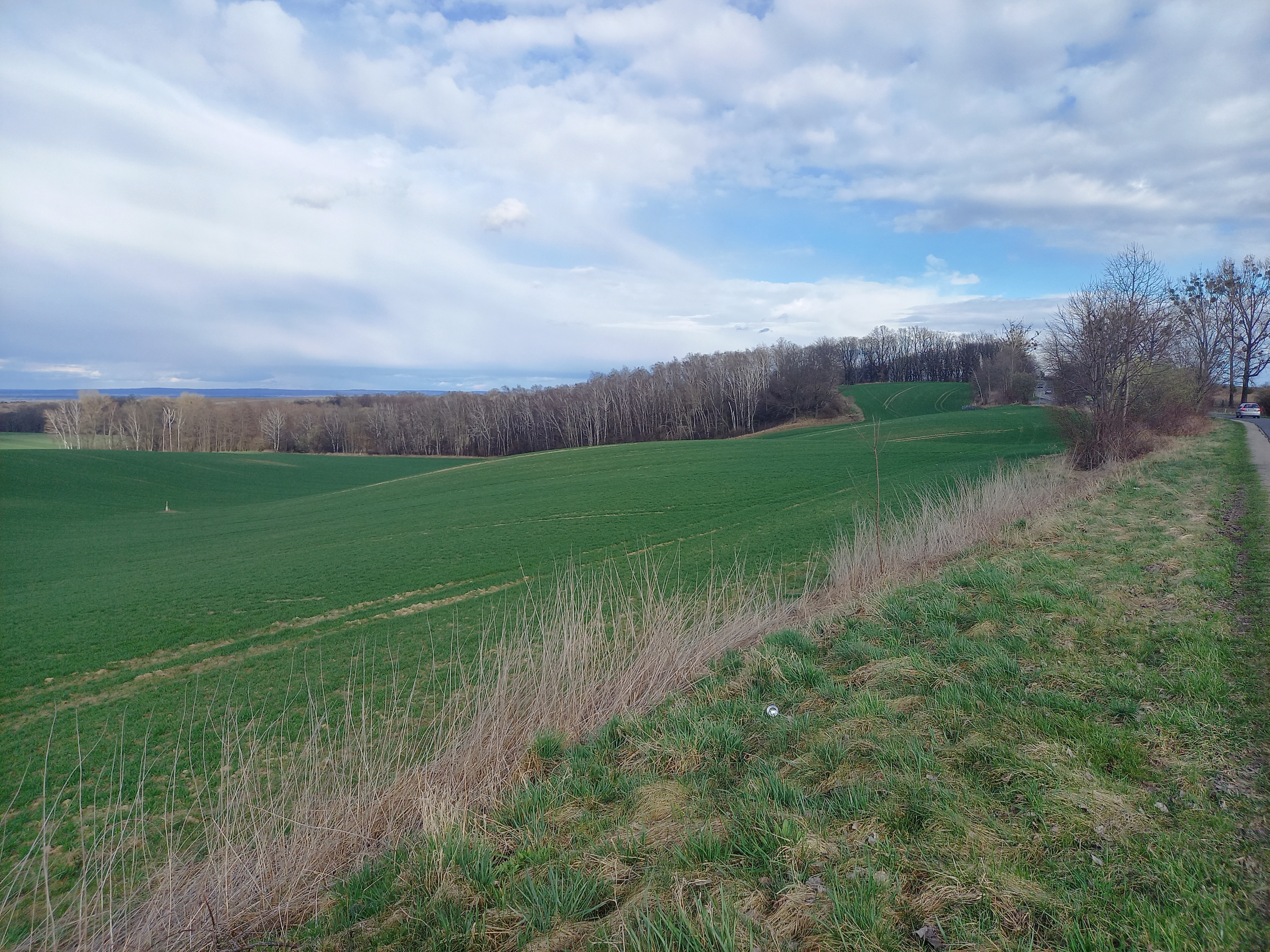
widok z Farnego Upłazu na górę i Farny Lej

Farna Góra, Parna Góra – wzniesienie położone w Paśmie Farnej Góry, należącym do Wzgórz Trzebnickich. Jest to drugie pod względem wysokości bezwzględnej wzgórze w całym paśmie Wzgórz Trzebnickich. Jego wysokość bezwzględna wynosi 257,0 m n.p.m. Wzgórze znajduje się na terenie Gminy Trzebnica, w powiecie Trzebnickim, województwie dolnośląskim, w pobliżu miasta Trzebnica, na zachód od niego.

## Położenie i charakterystyka
Farna Góra jest wzniesieniem położonym w Paśmie Farnej Góry (Pasmo Północne). Jest to jedno z pasm tworzących Wzgórza Trzebnickie. Farna Góra jest drugim pod względem wysokości bezwzględnej wzgórzem w całym paśmie Wzgórz Trzebnickich. Wysokość ta wynosi 257,0 m n.p.m. (258,0 m n.p.m. ). Pod względem podziału administracyjnego Polski, wzgórze znajduje się w obszarze Gminy Trzebnica, w powiecie Trzebnickim, województwie dolnośląskim (zobacz: podział administracyjny województwa dolnośląskiego), w obrębie ewidencyjnym Droszów, koło Trzebnicy, w kierunku zachodnim od miasta.

## Walory i zagospodarowanie
Wzgórze to wymienia się jako bardzo dobry punkt widokowy w każdą stronę świata. Na nim i wokół rozciągają się mocno pofalowane tereny, zagospodarowane, z rozległymi sadami, tak zwanymi Sadami Trzebnickimi. Przez masyw wzniesienia, w pobliżu jego kulminacji (wierzchołka), prowadzi droga wojewódzka numer DW340 w kierunku Obornik Śląskich . Po stronie wschodniej znajduje się węzeł drogowy łączący wymienioną drogę wojewódzką z drogą ekspresową – S5 – Węzeł Trzebnica. Również po wschodniej stronie masywu przy drodze ekspresowej, już na terenie miasta Trzebnica, znajduje się zbudowana w 1989 r. wieża telekomunikcyjna na górze Farnej . Posadowiona jest na wysokości 252,0 m n.p.m.. Jest to radiowy ośrodek nadawczy należący do firmy Emitel .
Przez Farną Górę przebiegają szlaki turystyczne: Główny Szlak Kocich Gór, Szlak „Kocich Gór”, szlak pieszy WR 283 i szlak rowerowy Korona Kocich Gór i inne.

## Otoczenie
Farna Góra jest ostatnim (pierwszym) wzniesieniem w Paśmie Farnej Góry, na jego północno-zachodnim krańcu. Po zachodniej stronie masywu znajduje się upłaz, stanowiący spłaszczenie terenu – Farny Upłaz, z punktem widokowym na płaską Kotlinę Żmigrodzką w kierunku północy, za którym wznosi się Sadowe Wzgórze, będące pierwszym od strony wschodniej wzniesieniem Pasma Ciemnej Góry . Po stronie północnej Farnej Góry zaś znajdują się Malczowskie Jary , z położonym tuż za szosą parowem (wąwozem) Farnym Lejem rozpoczynającym się w masywie Farnej Góry , porośnięte częściowo rozproszonym lasem. Jest to kompleks wąwozów o bogatej rzeźbie ciągnących się wzdłuż malowniczo meandrującego, głęboko wciętego potoku o nazwie Włóknica i jego dopływów, a teren porośnięty lasami grądowymi i łęgowymi, z przestojami starych czereśni, dębów, wiązów i wierzb. Stanowi obszar źródliskowy, cechujący się wysokim stopniem naturalności. Z tego względu proponuje się objęcie tego terenu ochroną poprzez ustanowienie rezerwatu przyrody, pod roboczą nazwą rezerwat przyrody „Wąwozy Włóknicy”.

## Nazwa
Nazwa własna – Farna Góra – ujęta jest w Państwowym Rejestrze Nazw Geograficznych: identyfikator PRNG – 176415, identyfikator IIP – PL.PZGiK.320.NGRP.176415. Rejestr ten podaje następujące współrzędne geograficzne punktu głównego: szerokość geograficzna – 51°18'15" N, długość geograficzna – 17°01'43" E. Jest to nazwa urzędowa wprowadzona zarządzeniem nr 70 wydanym przez Prezesa Rady Ministrów z dnia 30 marca 1954 r., opublikowanym w Monitorze Polskim z 1954 r. nr 38, poz. 516, oraz na mapie topograficznej w skali 1:10 000 (zobacz: polskie mapy topograficzne – szczegółowa mapa topograficzna kraju w skali 1:10 000 z lat 1956-1974). Nazwa góry zawiera w sobie słowo „fara” pochodzące z języka łacińskiego, które w tłumaczeniu na język polski oznacza parafię. Oprócz tej nazwy wymieniony wyżej rejestr podaje także nazwę oboczną – Parna Góra.
Na historycznych mapach niemieckich (przykładowo Messtischblatt 1905-1944) opisywane wzniesienie oznaczane jest jako Pfarr-Berge, z wysokością bezwzględną określoną również na 257,0 m n.p.m..

## Budowa geologiczna
Pod względem budowy geologicznej Farna Góra zbudowana jest z osadów przedczwartorzędowych. Trzon tych osadów stanowią iły trzeciorzędowe pochodzące z epok: miocenu i pliocenu, przykryte piaskami kwarcowymi serii Gozdnicy, pochodzącymi z przełomu dwóch okresów geologicznych: trzeciorzędu i czwartorzędu. Podłożem dla tych osadów są z kolei osady triasowe: kajper i retyk (zobacz: najmłodsze piętro górnego triasu – retyk) z monokliny przedsudeckiej. Tak utworzone wyniesienia przykryte są przez osady lodowcowe i osady eoliczne.